# Thalassarche bulleri
Thalassarche bulleri е вид птица от семейство Албатросови (Diomedeidae). Видът е почти застрашен от изчезване.

## Разпространение
Видът е разпространен в Австралия, Нова Зеландия, Перу и Чили.